# Only One
«Only One» es el tercer sencillo y sexta pista del álbum Ocean Avenue de la banda estadounidense Yellowcard. Conocida por su éxito en el programa Total Request Live (TRL), es una de las pistas más largas del álbum debido a su solo de violín. La canción tuvo que ser acortda de 4:17 a 3:55 para le versión de radio, en la cual se quita el solo de violín. En esta canción, el vocalista de la banda Ryan Key toca el bajo. El video musical es el último en el que aparece Ben Harper como guitarrista principal, y el primero de Pete Mosely como bajista.

## Antecedentes y lanzamiento
En una entrevista que le realizó MTV News en mayo de 2004 al vocalista Ryan Key, reveló que un riff de «Only One» fue descubierto por accidente y comentó lo siguiente: «Estuvimos probando algunas otras cosas y simplemente fue un seguimiento inmediato. Luego agregamos un loop de batería a la canción y seguí añadiendo pistas. Conseguimos trabajar la canción en el estudio, cosa que nunca habíamos hecho». Key también señaló que la canción se basa en una de sus relaciones anteriores y dijo que: «Fue una ruptura extraña. Era uno de esos momentos en los que sentí que tenía que hacerlo, aunque ella no hizo nada malo, yo necesitaba un poco de espacio para imaginarme mi vida dentro de un tiempo. Y creo que eso es lo que significa «Only One»». Al mes siguiente, en un seguimiento con MTV News, la banda anunció que la canción es una de las «chick songs» de Ocean Avenue. Ryan en la discusión sobre el sencillo, él dijo que «Más que rabia o enmendar errores, la letra se limita en pedir disculpas».

Made my mistakes, let you down / And I can't, I can't hold on for too long / Ran my whole life in the ground / And I can't, I can't get up when you're gone.
Parte de la letra de «Only One»

Además agregó que: «Por lo general tenemos todo escrito y listo antes de entrar al estudio, pero fue divertido ya que hemos construido esta pista desde el principio. Es genial ya que es una canción muy diferente para nosotros, y ha sido muy difícil para el grupo tocarla en vivo porque nunca la practicamos ya que la mantiene fresca». «Only One» es una balada y la música está acompañada por algunos arreglos de guitarra.
Yellowcard publicó «Only One» en 2004, siendo este el tercer sencillo de su segundo álbum. La canción alcanzó el puesto número veintiocho en la lista Pop Songs y el quince en la lista Alternative Songs.

## Recepción

### Comentarios de la crítica
«Only One» recibió buenas reseñas por parte de los críticos. Nick Madsen de IGN en su revisión del álbum comento sobre la canción y dijo que «Ryan Key teje una triste historia de un amor perdido por elección. Una de las pocas canciones deprimentes del disco en la que Key puede robarse el show con conmovedoras melodías y voces de honestidad. La honestidad es una tendencia que representa en el disco...». Jason Tate de Punknews.org dio un comentario positivo y destacó que «puede ser la canción más memorable que he oído».

## Lista de canciones
| Only One — descarga digital |            |          |  |
| N.º                         | Título     | Duración |  |
| 1.                          | «Only One» | 4:17     |  |
| 4:17                        |            |          |  |

## Posicionamiento en listas
| País           | Lista             | Mejor posición |
| 2004           | 2004              | 2004           |
| -------------- | ----------------- | -------------- |
| Estados Unidos | Pop Songs         | 28             |
| Estados Unidos | Alternative Songs | 15             |

### Certificaciones
| País           | Organismo certificador | Certificación | Ventas certificadas | Simbolización | Ref.  |
| -------------- | ---------------------- | ------------- | ------------------- | ------------- | ----- |
| Estados Unidos | RIAA                   | Oro           | 500 000             | ●             | [ 6 ] |